# Experimentul Rosenhan

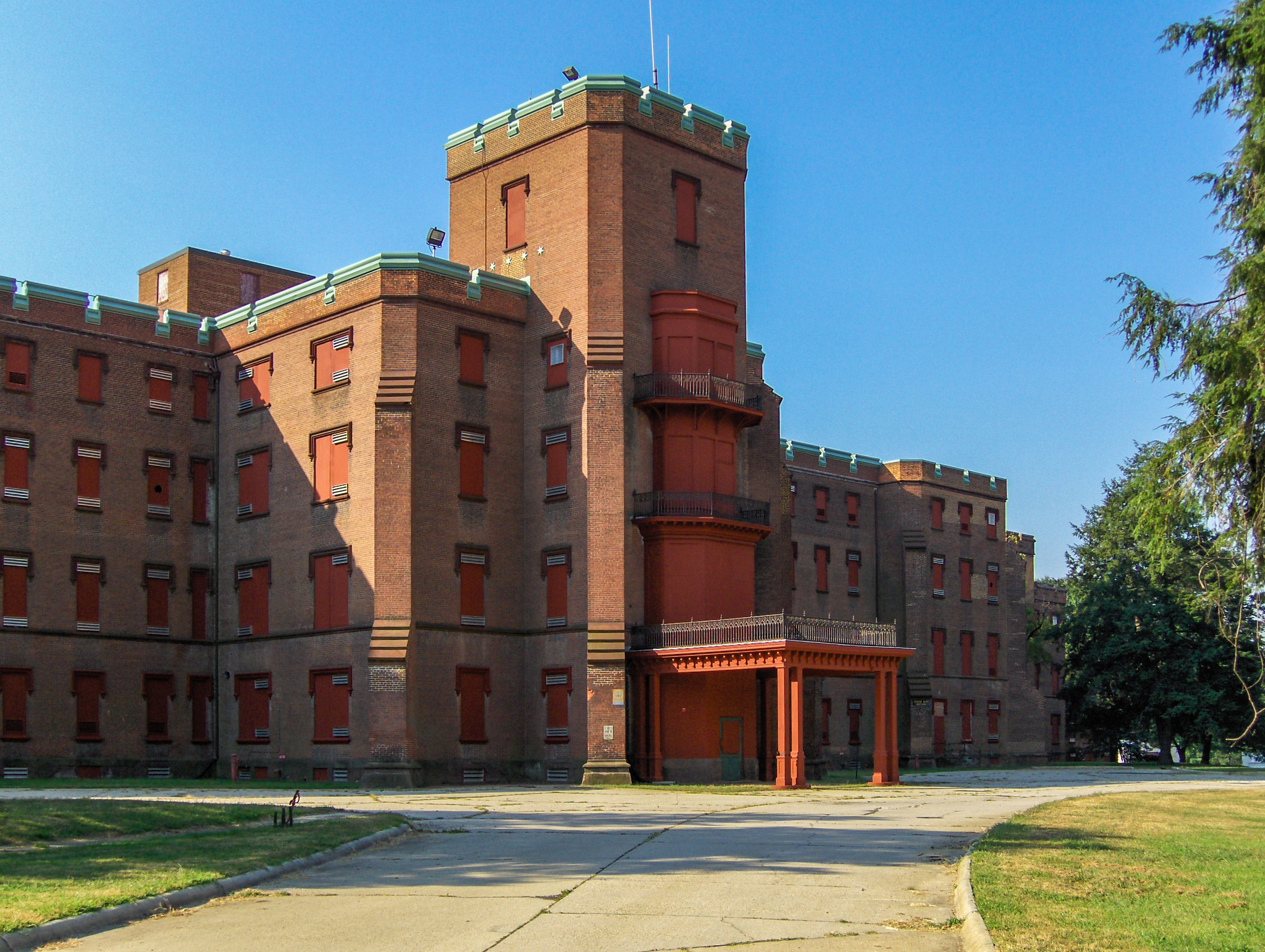
Clădirea principală a Spitalului St Elizabeth (2006), cu sediul în Washington, d. c., acum închis și abandonat, a fost unul dintre site-urile Experimentului Rosenhan

Experimentul Rosenhan a fost un celebru experiment făcut în scopul de a determina validitatea diagnozei psihiatrice, realizat de psihologul David Rosenhan, profesor la Universitatea Stanford, și publicat de revista Science în 1973, sub titlul "Despre a fi sănătos în locuri nesănătoase/nebune". Studiul este considerat un criticism important și influent al diagnozei psihiatrice. În timp ce asculta una din prelegerile lui R. D. Laing , Rosenhan s-a întrebat dacă exista o modalitate în care fiabilitatea diagnozelor psihiatrice ar putea fi testate experimental.

## Impact și controverse
Rosenhan a publicat concluziile sale în Science, criticând fiabilitatea diagnozei psihiatrice și natura de dezputernicire și înrăire a îngrijirilor pacientului, experiate de către asociații din studiu. Articolul său a generat o explozie de controverse.

## Vezi și
- Diagnostic medical
- Nellie Bly, autorul cărții Zece zile într-o casă de nebuni (1887)
- Zbor deasupra unui cuib de cuci
- Psihiatrie
- Schizofrenie